# 谷野創作
谷野創作（日语：タニノクリエイト），是日本純種競賽馬匹。生涯活躍於中長途賽事，曾勝出1995年神戶新聞盃。

## 出賽前
1992年出生於北海道靜內町（今新日高町）Country牧場，所有權歸於母系馬主谷水雄三旗下。
其後交由栗東訓練中心練馬師森秀行訓練。

## 競賽生涯

### 3歲（現2歲）
1994年8月14日出戰新潟競馬場2歲新馬戰，比賽初段在後方位置展開推進，但於直路上未能順利衝刺，最終僅跑獲第四的戰績。
其後再度出戰3歲新馬戰，本次比賽稍為前置下在彎道處開始發力進佔先頭位置，在直路上成功發揮末腳速度下一舉超越所有對手，最終以2 1/2馬位優勢取得首勝。

### 4歲（現3歲）
休養近8個月後在5月6日出戰越橘賞，初段處於較後的位置下在對面直路逐步變奏上前，於第四彎道末段取得領先下繼續加速，最終成功取得連勝。
其後以白百合錦標作為目標，保持在先頭第三、四左右的位置下於直路一直被其他賽駒壓制，最終以第四落敗。
6月25日出戰石楠花錦標錦標，比賽初段於先頭第四左右的位置展開推進，在彎道處尋找到加速點下隨即衝出，最終在直路上跑出後600米35.9秒的末腳速度，一舉拋離後方對手下以6馬位大勝。
夏季未有休養下出戰公開賽福島民友盃，但維持均速下以第四完賽，8月首次挑戰分級賽新潟紀念亦僅跑獲第六。
入秋後，其以神戶新聞盃作為起動戰，但因為戰績平凡僅取得第七人氣。比賽開始後，其選擇在中團之中展開推進，在途中一直維持在遮擋的位置，直至彎道處仍然未有抽出外檔的動作。進入直路後，其選擇在中檔位置展開加速，成功由馬群之中穿出下爆發優秀的末腳速度，最終在末段拉開後方賽駒，以1馬位優勢取得首個分級賽冠軍。
11月按照計劃出戰菊花賞，繼續採取居中戰術下於第二圈第三、四彎道時經已力盡，最終繼續失速下以第十四大敗。
年末，陣營安排其遠征香港出戰香港國際瓶，雖然在比賽途中維持不俗的走勢，但仍然敗於派得好、針槍及皇家點心取得第四。

### 5歲（現4歲）
1996年上半年一直處於休養狀態下在7月復出出戰BNS公開賽，但最終以第十大敗。
其後出戰小倉紀念及朝日挑戰盃兩場分級賽，分別以第九及第十大敗。
完成朝日挑戰盃後，陣營決定安排其退役，並於9月15日取消日本中央競馬會的賽駒註冊。

### 詳細賽績
| 日期       | 舉辦國家\地區 | 馬場 | 距離   | 級別 | 賽事名稱   | 負重 | 騎師     | 馬號 | 出馬 | 名次 | 時間    | 頭馬（二馬）       |
| ---------- | ------------- | ---- | ------ | ---- | ---------- | ---- | -------- | ---- | ---- | ---- | ------- | ------------------ |
| 14/8/1994  | 日本          | 新潟 | 草1200 |      | 3歲新馬    | 53   | 蛯名正義 | 3    | 12   | 4    | 1:12.2  | Ultra Energy       |
| 28/8/1994  | 日本          | 新潟 | 草1200 |      | 3歲新馬    | 53   | 蛯名正義 | 7    | 16   | 1    | 1:10.5  | （Inter Bravo）    |
| 6/5/1995   | 日本          | 福島 | 草2000 |      | 越橘賞     | 55   | 坂本勝美 | 11   | 11   | 1    | 2:03.9  | （Dokan Symphony） |
| 27/5/1995  | 日本          | 中京 | 草2000 | OP   | 白百合錦標 | 55   | 河內洋   | 4    | 9    | 4    | 2:02.4  | Nehai Japan        |
| 25/6/1995  | 日本          | 福島 | 草1700 |      | 石楠花錦標 | 55   | 蛯名正義 | 3    | 8    | 1    | 1:43.1  | （Daiwa All）      |
| 23/7/1995  | 日本          | 福島 | 草1800 | OP   | 福島民友盃 | 52   | 蛯名正義 | 7    | 8    | 4    | 1:50.7  | White Accele       |
| 27/8/1995  | 日本          | 新潟 | 草2000 | GIII | 新潟紀念   | 51   | 蛯名正義 | 7    | 11   | 6    | 2:01.7  | Irish Dance        |
| 17/9/1995  | 日本          | 京都 | 草2000 | GII  | 神戶新聞盃 | 56   | 村本善之 | 8    | 14   | 1    | 1:59.8  | （摩耶重炮）       |
| 5/11/1995  | 日本          | 京都 | 草3000 | GI   | 菊花賞     | 57   | 村本善之 | 8    | 18   | 14   | 3:06.8  | 摩耶重炮           |
| 10/12/1995 | 英屬香港      | 沙田 | 草2400 | HKGI | 香港國際瓶 | 56.7 | 蛯名正義 | 13   | 14   | 4    | 2:26.20 | 派得好             |
| 27/7/1996  | 日本          | 新潟 | 草1800 | OP   | BSN公開賽  | 57   | 蛯名正義 | 13   | 12   | 10   | 1:48.6  | Air Chariot        |
| 11/8/1996  | 日本          | 小倉 | 草2000 | GIII | 小倉紀念   | 56   | 村本善之 | 4    | 12   | 9    | 2:02.0  | 菱百媚             |
| 8/9/1996   | 日本          | 阪神 | 草2000 | GIII | 朝日挑戰盃 | 56   | 村本善之 | 10   | 11   | 10   | 2:00.5  | 美麗週日           |

## 退役後
退役後，谷野創作並未入種，而是前往一個馬術俱樂部休養，在1997年作為馬術競技馬使用。
2005年，其被轉移至大阪府貝塚市馬匹牧場貝塚休養，作為乘騎馬使用。
2022年9月22日，其因衰老以30歲高齡死亡。

## 血統簡介
父系Creator為英國出生的美國馬匹，生涯戰績優秀，曾勝出根利錦標及伊斯巴翰錦標。祖父水車礁石爲美國出生的英國賽駒，生涯戰績極佳，曾勝出葉森打吡、日蝕大賽、英皇佐治六世及皇后伊利沙伯錦標及凱旋門大賽四項歐洲一級賽。
母系Tanino Bouquet為日本賽駒，生涯戰績尚可，曾勝出公開賽級別的賽事。外祖父Northern Dictator爲美國賽駒，生涯戰績不佳僅勝出三場賽事。

### 血統表
| 父線：水車礁石系（Never Bend系）            |                                  |               |                |
| 種馬 Creator 1986年（栗色）                 | 水車礁石 1968年（棗色）          | Never Bend    | Nasrullah      |
| 種馬 Creator 1986年（栗色）                 | 水車礁石 1968年（棗色）          | Never Bend    | Lalun          |
| 種馬 Creator 1986年（栗色）                 | 水車礁石 1968年（棗色）          | Milab Mill    | Princequillo   |
| 種馬 Creator 1986年（栗色）                 | 水車礁石 1968年（棗色）          | Milab Mill    | Virginia Water |
| 種馬 Creator 1986年（栗色）                 | Altesse Royale 1968年（栗色）    | Saint Crespin | Aureole        |
| 種馬 Creator 1986年（栗色）                 | Altesse Royale 1968年（栗色）    | Saint Crespin | Neocracy       |
| 種馬 Creator 1986年（栗色）                 | Altesse Royale 1968年（栗色）    | Bleu Azur     | Crepello       |
| 種馬 Creator 1986年（栗色）                 | Altesse Royale 1968年（栗色）    | Bleu Azur     | Blue Prelude   |
| 繁殖雌馬 Tanino Bouquet 1982（棗色）        | Northern Dictator 1974年（棗色） | 北地舞人      | 新北區         |
| 繁殖雌馬 Tanino Bouquet 1982（棗色）        | Northern Dictator 1974年（棗色） | 北地舞人      | Natalma        |
| 繁殖雌馬 Tanino Bouquet 1982（棗色）        | Northern Dictator 1974年（棗色） | Dictates      | 勇者帝王       |
| 繁殖雌馬 Tanino Bouquet 1982（棗色）        | Northern Dictator 1974年（棗色） | Dictates      | Punctilious    |
| 繁殖雌馬 Tanino Bouquet 1982（棗色）        | Tanino Hugh Lupus 1966年（棗色） | Hugh Lupus    | Djebel         |
| 繁殖雌馬 Tanino Bouquet 1982（棗色）        | Tanino Hugh Lupus 1966年（棗色） | Hugh Lupus    | Sakountala     |
| 繁殖雌馬 Tanino Bouquet 1982（棗色）        | Tanino Hugh Lupus 1966年（棗色） | Ishkoodah     | Mossborough    |
| 繁殖雌馬 Tanino Bouquet 1982（棗色）        | Tanino Hugh Lupus 1966年（棗色） | Ishkoodah     | Papoose        |
| 雌系：號族：2-u                             |                                  |               |                |
| 五代內近親交配：Nasrullah 4×5、Nearco 5×5×5 |                                  |               |                |

## 命名由來
名字中，Tanino（タニノ）為馬主谷水雄三之冠名，出自其姓氏中的「谷」（タニ）結合日語連接詞「的」（ノ）組成，香港則翻譯為同音的「谷野」，Create（クリエイト）意思為「創作」，繼承自父系Creator之名字。

## 外部連結
- 谷野創作 netkeiba.com
- 血統表